# Plusieurs cas de figure
 (février 2024).
Si vous disposez d'ouvrages ou d'articles de référence ou si vous connaissez des sites web de qualité traitant du thème abordé ici, merci de compléter l'article en donnant les références utiles à sa vérifiabilité et en les liant à la section « Notes et références ».
Albums de Albert Marcœur
m, a, r et cœur, comme cœur
(2001) L apostrophe
(2005)
Plusieurs cas de figure est le huitième album d'Albert Marcœur, paru en 2001.

## Titres
Textes : Albert Marcœur. Musiques : Stéphane Salerno, Albert Marcœur.
| No  | Titre                  | Durée |
| --- | ---------------------- | ----- |
| 1.  | Ulysse et Linus        | 4:25  |
| 2.  | Anne chez elle         | 2:30  |
| 3.  | De Pierre à Jean-Paul  | 1:17  |
| 4.  | Le Pyjama              | 2:00  |
| 5.  | Mon petit neveu        | 2:40  |
| 6.  | B.B.                   | 5:00  |
| 7.  | L'Argent des gens      | 5:43  |
| 8.  | Que c'est beau !       | 1:20  |
| 9.  | Album de photos        | 3:15  |
| 10. | Lady Di                | 4:00  |
| 11. | Robert et les insectes | 2:38  |
| 12. | Ulla, Lula, Lola       | 3:10  |
| 13. | Eddie                  | 3:06  |

## Production
- Arrangements : Albert Marcœur, Gérard Marcœur
- Prise de son & mixage : Claude Marcœur
- Mastering : Hansjürg Meier
- Crédits visuels :